# NCIS: Anchetă militară
NCIS: Anchetă militară (Naval Criminal Investigative Service tradus ca Serviciul Naval de Investigații Criminale) este un serial american de investigații criminale care urmarește o echipă ficțională de agenți speciali ai Serviciului Naval de Investigații Criminale.
Aceștia investighează crime în care sunt implicați membri ai marinei militare și ai infanteriei marine a Statelor Unite.
Conceptul și personajele au fost introduse inițial într-un episod dublu al serialului JAG: Justiție Militară (episoadele 20 și 21 ale sezonului 8, 2003). Serialul are până în prezent 22 de sezoane și pe data de 11 ianuarie 2011 a avut cea mai mare audiență a sa în Statele Unite, având 21,93 de milioane de spectatori.

## Premiză
NCIS urmărește o echipă ficțională de investigatori ai Serviciului Naval de Investigații Criminale bazat în Washington D.C. Caracterul special al serialului este dat de către elementele comice distinse, intriga derivată din viețile personajelor și jocul artistic al actorilor (acestea descrise și explicate in ediții speciale ale DVD-urilor).
NCIS anchetează toate încălcările majore ale legii -crime pedepsibile sub Codul Justiției Uniformei Militare cu detenție mai mare de un an- care au legături cu marina militară a Statelor Unite.
Echipa este condusă de către agentul special Leroy Jethro Gibbs (Mark Harmon). Membrii acesteia sunt (în prezent, 2012): agent special și agent senior pe teren Anthony "Tony" DiNozzo (Michael Weatherly), agent special Timothy "Tim" McGee (Sean Murray) și agent probaționar și fost ofițer Mosad Ziva David (Côte de Pablo).

## Distribuție

### Roluri principale (sezoane)
- Mark Harmon ca - Leroy Jethro Gibbs (1–)
- Sasha Alexander ca - Caitlin Todd (1–2)
- Michael Weatherly ca - Anthony DiNozzo (1–13)
- Côte de Pablo ca - Ziva David (3–10)
- Pauley Perrette ca - Abigail Sciuto (1–)
- Sean Murray ca - Timothy McGee (1–)
- Lauren Holly ca - Jennifer Shepard (3–5)
- Rocky Carroll ca - Leon Vance (5–)
- David McCallum ca - Donald Mallard (1–)
- Brian Dietzen ca - James Palmer (1-)
- Emily Wickersham ca - Ellie Bishop (11-)

### Roluri secundare (sezoane)
- Joe Spano ca - Tobias Fornell (1–)
- Alan Dale ca - Thomas Morrow (1–3)
- Rudolf Martin ca - Ari Haswari (1–3)
- Jessica Steen ca - Paula Cassidy (1–4)
- Troian Bellisario ca - Sarah McGee (2, 4)
- Tamara Taylor ca - Cassie Yates (2–3)
- Michael Bellisario ca - Charles „Chip“ Sterling (3)
- Muse Watson ca - Mike Franks (3–8)
- Don Franklin ca - Ron Sacks (3–4)
- Pancho Demmings ca - Gerald Jackson (1, 3)
- Liza Lapira ca - Michelle Lee (4–6)
- Scottie Thompson ca - Jeanne Benoit (4–5)
- Susanna Thompson ca - Hollis Mann (4–5,11)
- David Dayan Fisher ca - Trent Kort (4–)
- Armand Assante ca - René Benoit (4–5)
- Susan Kelechi Watson ca - Nicki Jardine (5)
- Paul Telfer ca - Damon Werth (5, 7)
- Jonathan LaPaglia ca - Brent Langer (5–6)
- Merik Tadros ca - Michael Rivkin (6)
- Michael Nouri ca - Eli David (6–10)
- Ralph Waite ca - Jackson Gibbs (6–11)
- Robert Wagner ca - Anthony DiNozzo Sr. (7–)
- Rena Sofer ca - M. Allison Hart (7)
- Dina Meyer ca - Holly Snow (7)
- Marco Sanchez ca - Alejandro Rivera (7–8,11)
- Diane Neal ca - Abigail Borin (7–8, 11-)
- T.J. Ramini ca - Malachi Ben-Gidon (7–)
- Jacqueline Obradors ca - Paloma Reynosa (7-8)
- David Sullivan ca - Larry Krone (8)
- Annie Wersching ca - Gail Walsh (8)
- Margo Harshman ca - Delilah Fielding (11-)
- Wendy Makkena ca - Dr. Rachel Cranston (8,11)
- Matt Craven ca - Clayton Jarvis (9-11)
- Jude Ciccolella ca - Phillip Davenport (6-9)
- Leslie Hope ca - Sarah Porter (11-)

## Televizare internațională
| - Argentina - AXN - Australia — Network Ten și TV1 - Austria — ORF 1 - Belgia — RTL-TVI și VT4 - Brazilia — AXN - Canada — Global TV (în engleză) și Historia (în franceză) - Chile — Red-TV și AXN - Costa Rica — Repretel 11 - Croația - Nova TV și AXN - Cehia — TV Nova și AXN - Danemarca — TV3 și TV3+ - Estonia — TV3 și TV6 - Finlanda — Nelonen - Franța — M6 - Germania — Sat.1, Kabel1 și 13th Street - Grecia — Star Channel și Nova Cinema - Ungaria — TV2 și AXN - Hong Kong, China — Now TV (Fox Asia) - Islanda — Stöð 2 - Indonezia — Fox Asia - Irlanda — RTÉ - Italia — Rai Due și Fox Crime (Italy) - Japonia - FOX JAPAN și Fox Crime (Asia) și TV Tokyo - Macedonia de Nord — Sitel (TV channel) - Malaysia — 8TV, Fox Asia - Mexic — AXN - Maroc — 2M TV | - Țările de Jos — Veronica și SBS 6 - Noua Zeelandă — TV3 și The Box - Norvegia — TV3 și Viasat4 - Peru — ATV - Filipine — Solar TV, Fox Asia - Polonia — TVN, TVN HD, TVN7 și AXN - Portugalia — AXN și SIC - Puerto Rico — WAPA-TV - România — Prima TV, AXN - Rusia — NTV și DTV - Singapore — Fox Asia, Fox HD Asia - Serbia — TV Avala și AXN - Slovacia — TV Markíza - Slovenia — TV3 și AXN - Africa de Sud — SABC 2 & DSTV - Coreea de Sud — CJ CGV, Orion Cinema Network (OCN) și FOX (Korea) - Spania — AXN și La Sexta - Suedia — TV3 - Elveția — TSR1 și 3+ - Thailanda — True series, Fox Asia - Republica Chineză — PTS, Fox HD Asia, PTS HiHD și Fox Crime (Asia) - Turcia — Dizimax - Ucraina - NTN - Regatul Unit — FX, CBS Action, Five și Five USA - Vietnam - Fox HD Asia |